# Atlantopandalus propinqvus
Atlantopandalus propinqvus is een garnalensoort uit de familie van de Pandalidae. De wetenschappelijke naam van de soort werd in 1870 voor het eerst geldig gepubliceerd door Georg Ossian Sars.